# (14481) 1994 PO12
A (14481) 1994 PO12 a Naprendszer kisbolygóövében található aszteroida. Eric Walter Elst fedezte fel 1994. augusztus 10-én.